# Crossen an der Elster
Crossen an der Elster (fino al 1º gennaio 1991 Krossen/Elster) è un comune di 1 541 abitanti della Turingia, in Germania.
Appartiene al circondario della Saale-Holzland (targa SHK) ed è parte della comunità amministrativa (Verwaltungsgemeinschaft) di Heideland-Elstertal.